# Vereinigte Grünberger Sportfreunde
Die Vereinigten Grünberger Sportfreunde (kurz VGS) waren ein deutscher Fußballverein aus dem schlesischen Grünberg (heute Zielona Góra, Polen).

## Geschichte
Der Verein wurde 1922 gegründet, als der FC Wacker Grünberg (1909 gegründet), der FC Preußen Grünberg (1913 gegründet) und der FC Grünberg (1913 gegründet) miteinander fusionierten. 1932 wurde der Verein Niederschlesischer Vizemeister und durfte somit an der südostdeutschen Meisterschaftsendrunde teilnehmen. 1933 verpasste der VGS die Qualifikation für die neu eingeführte Gauliga Schlesien und spielte fortan in der zweitklassigen Bezirksliga Niederschlesien. 1937/38 stieg der Verein in die drittklassige Kreisklasse 12 ab. Nach Ende des Zweiten Weltkrieges wurde aus Grünberg das polnische Zielona Góra und die Vereinigten Grünberger Sportfreunde musste aufgelöst werden.

## Erfolge
- Niederschlesischer Vizemeister und Teilnehmer an der Südostendrunde: 1931/32